# Femke Wolthuis
Femke Wolthuis (Groningen, 24 april 1966) is een Nederlands presentator, nieuwslezer en theatermaakster.

## Opleiding en werkzaamheden
Wolthuis zat op de toneelschool in Maastricht en studeerde theaterwetenschappen in Utrecht en Dublin. Ze werkte vanaf 1988 als regieassistente voor het tv-programma Lekker Weg van de KRO. Hierna werkte ze als regisseur, presentator en verslaggever van verschillende programma's, zoals De 5 Uur Show en Koffietijd. In 2000 startte ze als nieuwslezer bij Regio TV Utrecht, dat in die tijd de naam veranderde naar RTV Utrecht. Ook presenteerde ze daar het actualiteitenprogramma Utrecht Centraal. Van 2003 tot 1 oktober 2011 was ze nieuwslezer van het RTL Ontbijtnieuws als vervanger van Jan de Hoop. Van 2011 tot 2013 presenteerde ze het nieuwsprogramma Noord Vandaag bij RTV Noord. Van 2013 tot en met juli 2015 was ze radio-nieuwslezer bij het NOS journaal. Daar maakte en presenteerde ze ook het media- en krantenoverzicht in het Radio 1 Journaal en Met het Oog op Morgen. Tegenwoordig is ze werkzaam als dagvoorzitter en begeleidt ze congressen en symposia in binnen- en buitenland.

## Theater en dagvoorzitter
Femke Wolthuis maakt sinds 1991 theatervoorstellingen. Ze werd in 1990 'ontdekt' door de Utrechtse stadscabaretier Hennie Oliemuller. Met hem maakte ze vijf programma's. Toen Oliemuller in 2000 ernstig ziek werd, nam ze zijn voorstellingen een half seizoen over. In 1993 was Wolthuis verbonden aan Theater Terra. Ze speelde mee in de voorstelling "Zeven Vadertjes", dat de  Hans Snoekprijs won voor de beste jeugdtheatervoorstelling. In 1995 begon ze met haar eigen cabaretgroep Typisch!. Typisch! won in 1996 het Vechtfestival en in 1997 het Utrechtse Try-Out Podium. Met Typisch! trad ze op; vaak in combinatie met presentatie of dagvoorzitterschap.
In 2007-2009 speelde ze Oma in de musical "De bende van De Korenwolf - De redding van de zwevende oma". In 2011-2012 produceerde ze de opvolgende familiemusical De bende van De Korenwolf - het geheim van de zoenende gasten van schrijver Jacques Vriens. Ze speelde daarin wederom de rol van Oma en schreef de liedteksten.
Met haar persoonlijke muzikale programma Parlanza! stond ze, samen met Eric Bergsma en haar vader Willem Wolthuis, in de kleinere theaters in Nederland. Daarnaast zong ze van 2009-2013 bij het ensemble Romanesca zigeunermuziek, chansons en jazz en op muziek van pianist/componist Eric Bergsma. Momenteel maakt ze deel uit van het muziekgezelschap Les Bohemes.
Wolthuis is tevens actief als kunstschilder en maakt impressionistische schilderijen in acryl- en olieverf. Haar schilderij 'Mulisch' hangt in het Literatuurmuseum in Den Haag.
In 2025 maakt Femke Wolthuis een documentaire en schrijft ze een biografie over haar vader, Willem Wolthuis: "Willem Wolthuis, een leven in kunst en muziek".

## Overig
In 1997 had Wolthuis een aanvaring met burgemeester Dick Wijte van IJsselstein over haar cabaretprogramma. Dit incident werd breed uitgemeten in de pers als een discussie over vrijheid van meningsuiting onder cabaretiers.
In 2005 werd Wolthuis regelmatig aangehaald in het satirische VARA-programma Kopspijkers, vanwege de opmerkelijke aankondigingen van haar en de filelezer (bijvoorbeeld: Aapje).
In 2008 bereikte ze de finale van de Nationale Nieuwsquiz 2008 en werd tweede, na (toen nog) Kamerlid Jeroen Dijsselbloem. 